# Whirlina
La whirlina es una proteína que en los humanos está codificada por el gen DFNB31.
Esta proteína parece implicada en la estabilidad y mantenimiento de las proyecciones de los estereocilios del órgano de Corti y en la formación del citoesqueleto de actina de estas células. En el cerebro de ratón, interactúa con una calmodulina dependiente de serina quinasa (CASK) y puede estar envuelta en la formación de los complejos proteicos estructurales que facilitan la sinapsis nerviosa en el sistema nervioso central.
Las mutaciones en este gen han sido descritas en la sordera no sindrómica de herencia autosómica recesiva tipo 31, una pérdida de audición neurosensorial. Otra enfermedad en la que se ha encontrado mutaciones en este gen, es el síndrome de Usher, en su variante 2D, que cursa con sordoceguera.